# Commerzbibliothek
Die Commerzbibliothek ist die älteste Wirtschaftsbibliothek der Welt und ist ein Teil der Handelskammer Hamburg. Seit ihrer Gründung 1735 ist sie eine öffentlich zugängliche Bibliothek mit Präsenz- und Ausleihbestand. Leser können alle Hamburger und „Nichthamburger“ werden.

## Geschichte

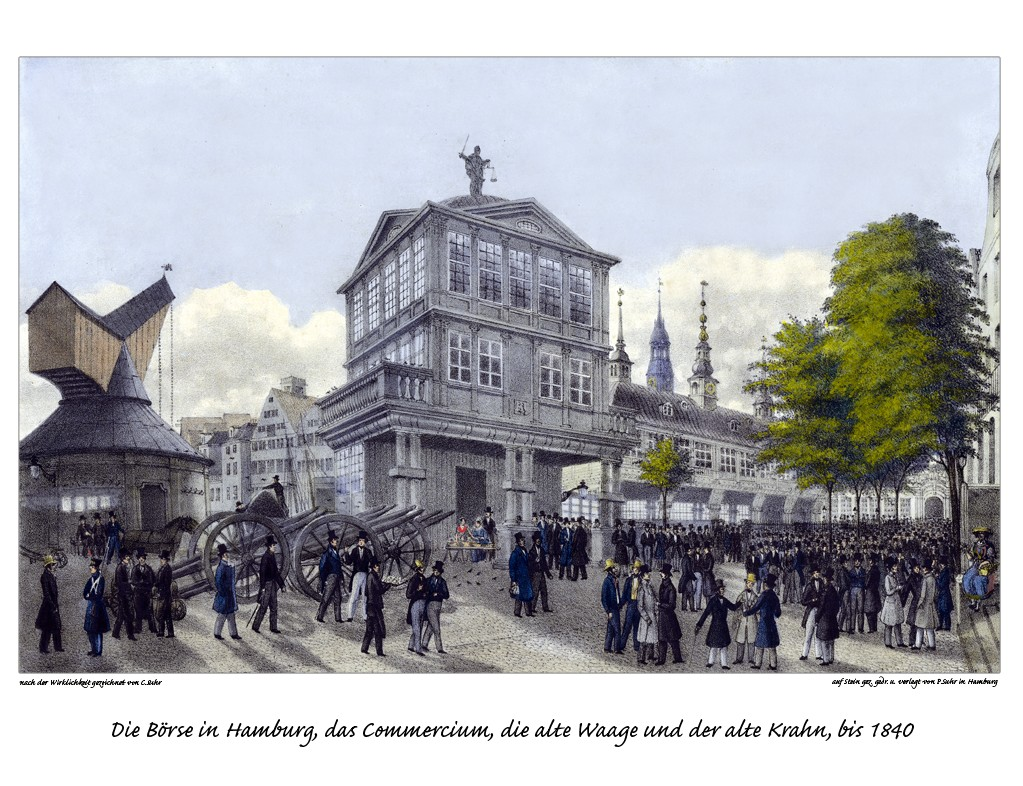
Sitz der Bibliothek bis 1841: Das Commercium am alten Nikolaifleet-Hafen

Die Commerzbibliothek wurde am 26. Januar 1735 von Mitgliedern der Commerzdeputation gegründet. Der Grundgedanke der Gründung der Bibliothek war es, den Wissensstand der Hamburger Kaufleute zu erweitern und eine umfassende Aus- und Weiterbildung zu ermöglichen. So bildeten zu Beginn der Bibliotheksgeschichte Atlanten und Reiseberichte sowie Bücher über ausländische Münzen, Maße/Gewichte, Länderkunde und das See- und Völkerrecht den Grundstock der Bibliothek.
Erste Buchkäufe erfolgten 1736. Die „neusten und nützlichsten so von dem Commercio und der Navigation handelnden“ Bücher sollten angeschafft werden, ein Jahr später wurden die offiziellen Räume in der Waage bezogen. In diesem Jahr begann auch die Anschaffung von Atlanten, Hafenplänen, Seekarten, Reisebeschreibungen, Hamburgensien. Ab 1748 wurden alle Bücher in braunes Kalbsleder gebunden; der bekannte Hamburger Kupferstecher Franz Nikolaus Rolffsen wurde beauftragt, zur Kennung der Bücher ein Exlibris anzufertigen.
Ein erster Katalog der Commerzbibliothek erschien 1750 in 100 Exemplaren, er ist einer der ersten gedruckten Kataloge überhaupt. 1755 wurde erstmals festgestellt, dass zwei Bücher fehlten. Ein Schmied wurde beauftragt einen Stempel zu entwerfen, der als Supralibros auf den Einband gedruckt wurde. 1767 begannen Bauarbeiten zur Erweiterung der Waage durch Ernst Georg Sonnin, die 1770 abgeschlossen waren. in diesem Zuge besuchten der schwedische Kronprinz Gustav von Schweden und andere Prinzen und Fürsten die Bibliothek.
Im Jahr 1792 wurde die Bibliothek erstmals als „Commerzbibliothek“ bezeichnet. 1794 erhielt sie erstmals einen festen Etat. Bereits 1797 war die Bibliothek täglich mehrere Stunden geöffnet. Platzprobleme führten 1811 dazu, dass der Protokollist Johann Georg Mönckeberg einen Teil der 12.000 Bücher zu Hause gegen jährlich 500 Mark Banco Miete aufbewahrte.
Der Umzug in den 1. Stock der neuen Börse erfolgte 1841, wo die Bibliothek, deren Bestand jetzt auf 25.000 Bände angewachsen war, ganz nach englischem Vorbild eingerichtet wurde. Den großen Brand 1842 überstand die Commerzbibliothek mit nur 16 Bänden Verlust. Diese gingen in den Wohnungen ihrer Ausleiher verloren. Auf Ersatz wurde verzichtet.

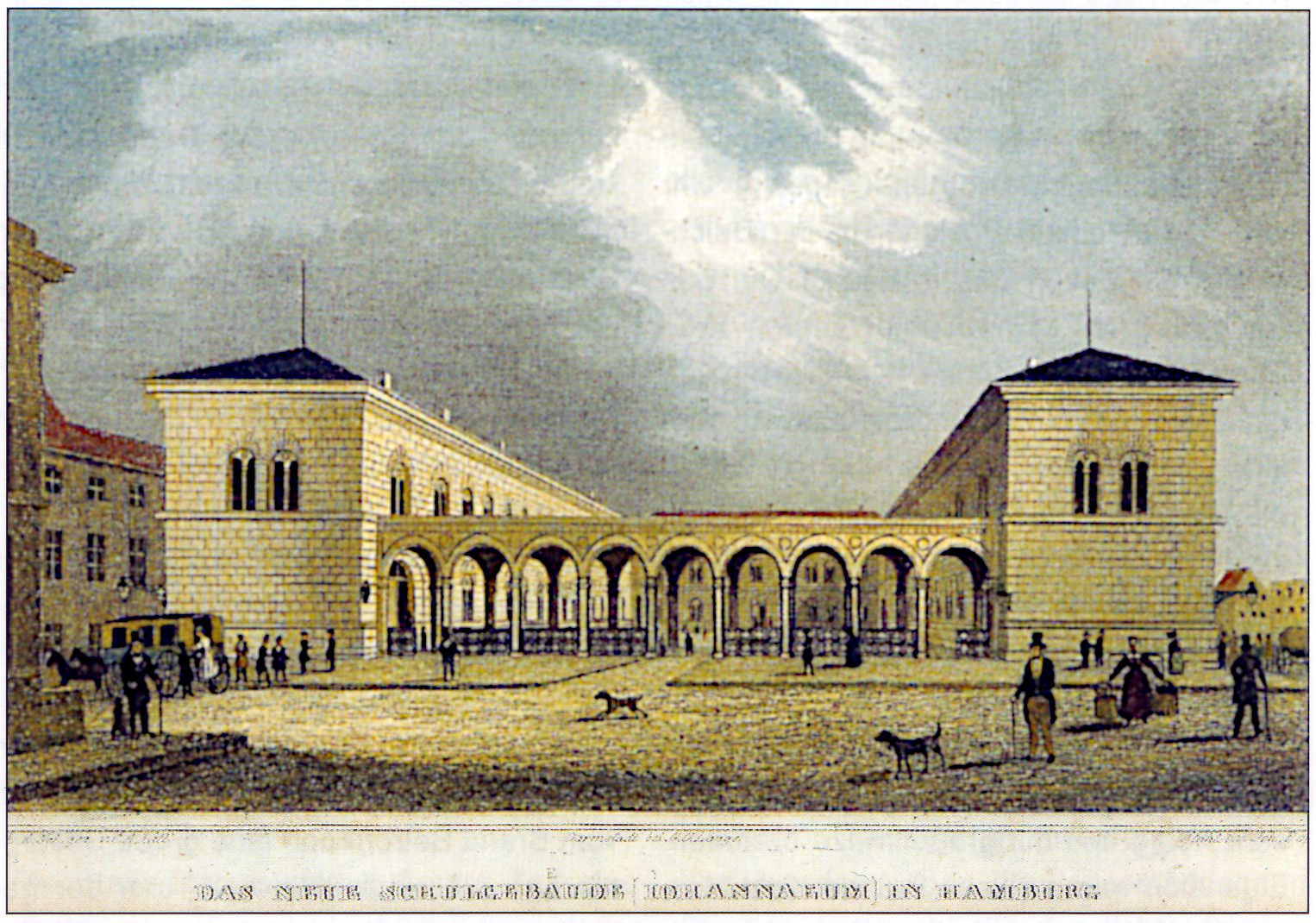
Von 1919 bis 1943 war die Bibliothek im Johanneum am Speersort untergebracht.

Aufgrund des Baus der U-Bahn zwischen Rathaus und Rödingsmarkt zog die Bibliothek 1908 vorübergehend in die Professorenhäuser in der damaligen Domstraße (heute Buceriusstraße). Bis 1912 war der Bestand auf 120.000 Bände gestiegen. Ein erneuter Umzug erfolgte 1919 in das alte Johanneum am Speersort.
Die Inflation erschwerte ab 1920 den Buchankauf erheblich. Obwohl Unternehmer 120.000 Mark spendeten, war die Lage schwierig. Gebühren wollte man jedoch nicht einführen. Das 200-jährige Bestehen der Bibliothek 1935 wurde mit einer Sonderausgabe des „Wißbyschen Waterrechts“ und einer Kaffeetafel im Ratsweinkeller gewürdigt.

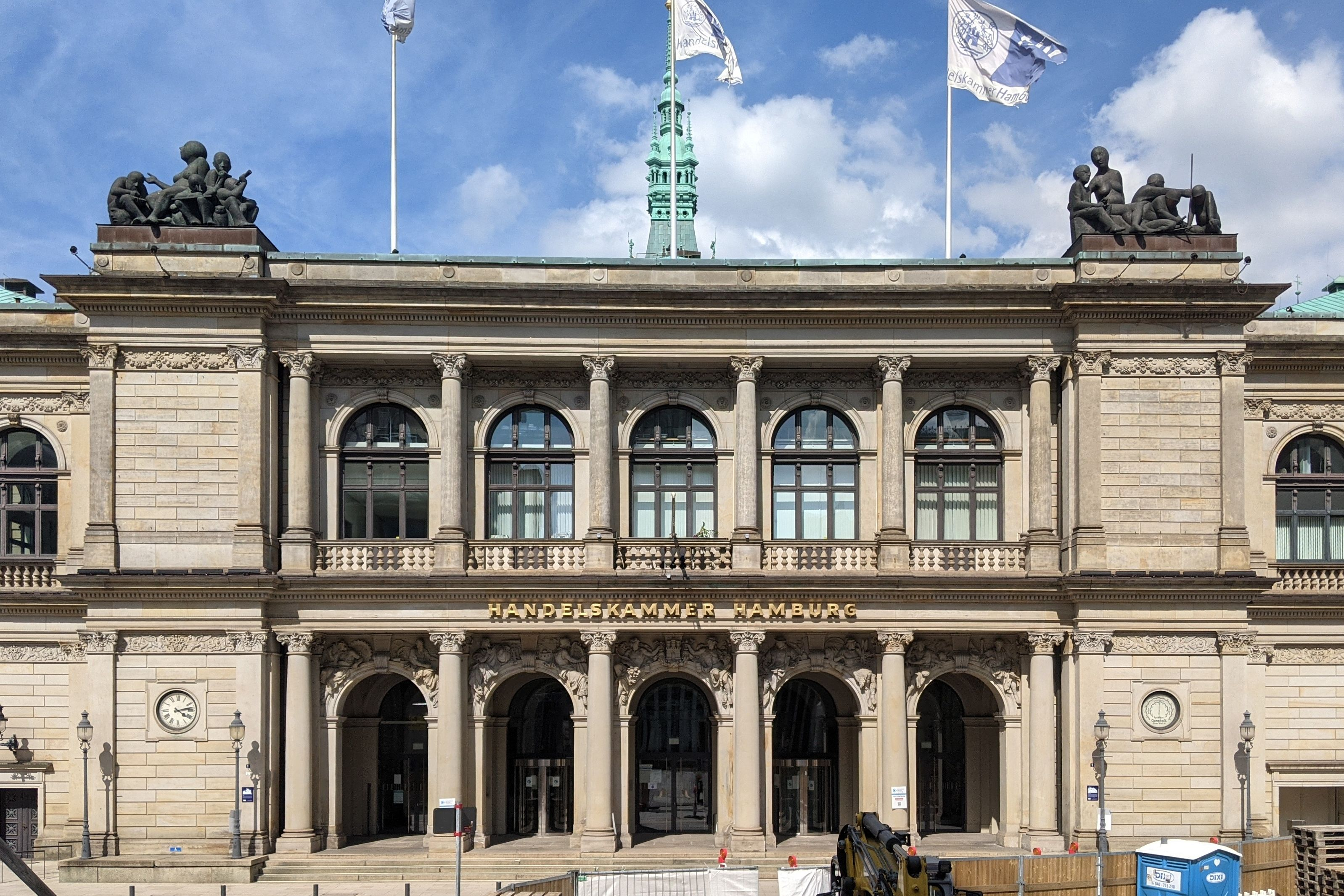
Heutiger Sitz: Börsengebäude am Adolphsplatz

In der Bombennacht zum 25. Juli 1943 verbrannten 94 Prozent der schon zur Evakuierung eingepackten Bücher der Commerzbibliothek; der Gesamtverlust wurde mit 3.103.000 Mark beziffert. Die Bibliothek zog wieder in das Börsengebäude, wo sie erst 1962 neu ausgestattet wurde. Neun Tage nach der Eröffnung wurden durch die Sturmflut 1962 die neuen Magazinräume überschwemmt. Trotz einer schnellen Rettungsaktion wurden zahlreiche kostbare Bücher beschädigt.
1996 wird der Lesesaal umgebaut und ein EDV-Katalog eingeführt.
Seit 2004 ist die Commerzbibliothek Universitätsbibliothek der HSBA Hamburg School of Business Administration.
Seit 2008 wird der historische Safebestand der Bibliothek durch die Stiftung Hanseatisches Wirtschaftsarchiv verwaltet.
Bis 2009 war der Bestand auf 180.000 Bücher gewachsen. Durch einen Defekt der Sprinkleranlage auf dem Dach der Handelskammer liefen 25.000 Liter Wasser in das Zeitschriftenmagazin und beschädigten 5.000 Bände. Nach erfolgreichem Umbau des Lesesaals ist die Bibliothek seit Mitte Juni 2011 mit erweiterten Öffnungszeiten wieder geöffnet. Aufgrund eines weiteren Wasserschadens in den Magazinräumen begannen im August 2011 weitere Umbaumaßnahmen, um den historischen Bestand der Bibliothek nachhaltig zu schützen.
Am 22. Dezember 2017 hat die Freie und Hansestadt Hamburg gemäß § 17 Absatz 1 des Kulturgutschutzgesetzes (KGSG) vom 31. Juli 2016 (BGBl. I S. 1914) amtlich bekannt gemacht, dass sie ein Verfahren zur Eintragung des Bestandes der Commerzbibliothek (einschließlich des historischen Safebestandes) in das Verzeichnis national wertvollen Kulturgutes eingeleitet hat.

## Bestand

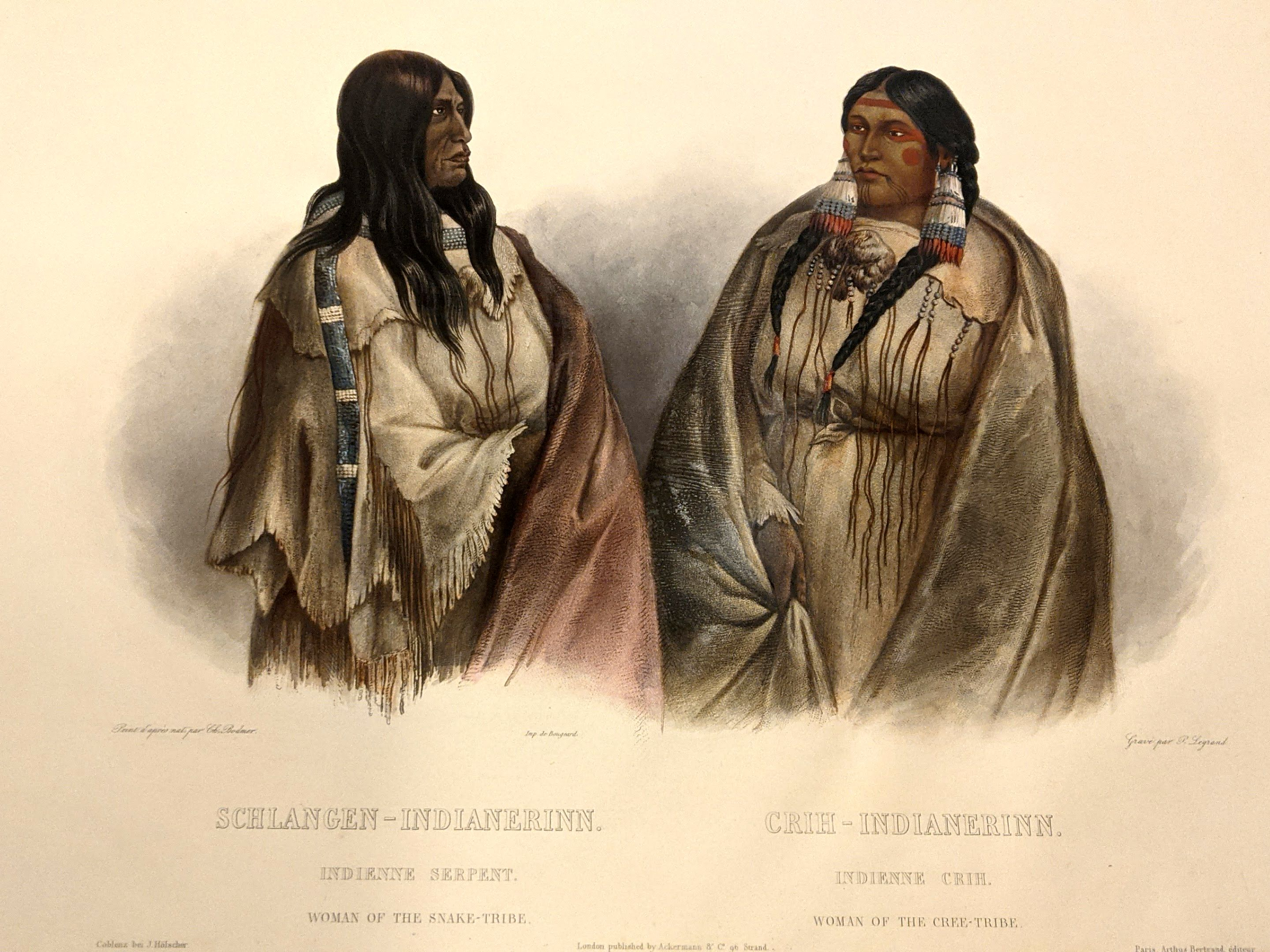
Zum Bestand der Commerzbibliothek gehören auch historische Atlanten und illustrierte Reisebeschreibungen

Die Commerzbibliothek ist eine wissenschaftliche Bibliothek mit einem Bestand von etwa 180.000 Bänden. Zum Bestand zählen Monographien, Geschäftsberichte, Statistiken, Festschriften, Loseblattwerke und Zeitschriften. Aufgrund ihrer geschichtsträchtigen Vergangenheit befinden sich auch heute noch wertvolle Bücher, Schriften und Zeitschriften aus dem 14. bis 19. Jahrhundert im Bestand, die seit 2008 zum Teil in die Stiftung Hanseatisches Wirtschaftsarchiv übergegangen sind. Die Benutzung dieser Bestände ist weiterhin im Lesesaal der Commerzbibliothek möglich.

### Sammelgebiete
Sammelschwerpunkt der Commerzbibliothek ist praxisnahe und für den Standort Hamburg relevante Literatur (Hamburgensien). Außerdem finden die Leser Literatur zum Außenhandel, speziell Literatur der Auslandshandelskammern (insbesondere Mitgliederverzeichnisse).
Thematische Zusammenstellung der Sammelschwerpunkte:
- Umwelt und Energie,
- Hafen und Logistik,
- Shipping,
- Berufsbildung/Weiterbildung,
- Internet und IT,
- Handel und Dienstleistung,
- Vertrieb/Einkauf,
- Marketing, Werbung, PR,
- Außenhandel,
- Management,
- Firmenschriften,
- Geschäftsberichte von Firmen aus dem norddeutschen Raum,
- Schiedsgerichtswesen,
- CSR (Kultur, Sport),
- Existenzgründung,
- Wirtschaftsrecht,
- Finanzwirtschaft (Börse, Banken, Versicherungen),
- Steuern,
- Gesundheitswirtschaft,
- Wirtschaftspolitik, Infrastruktur, Standortpolitik,
- Vertragsmuster,
- Qualitätssicherung,
- Tourismus und Gastronomie,
- Handelskammerpublikationen,
- Spezielle Hamburgensien,
- Firmenfestschriften.